# Premoženje
Premoženje je izraz za denar ali stvari, ki jih ima kdo v svoji lasti. 
V Sloveniji je premoženje definirano v 34. členu Zakona o davčnem postopku, ki pravi, da je premoženje vse premično in nepremično premoženje davčnega zavezanca in njegovih družinskih članov, ki ga imajo v lasti na dan vložitve vloge, v primeru pridobitve po vložitvi vloge, pa na dan pridobitve. Nadalje v istem členu Zakon pravi, da pristojni davčni organ kot premoženje iz prejšnjega odstavka upošteva zlasti stanovanja, stanovanjske hiše in garaže; poslovne prostore in poslovne stavbe; prostore za počitek in rekreacijo; vodna plovila, ki so v skladu s predpisi, ki urejajo vodna plovila, vpisana v ustrezen register; stavbna zemljišča; kmetijska in gozdna zemljišča; drugo nepremično premoženje; vozila in prikolice; vrednostne papirje in druge deleže po predpisih, ki urejajo gospodarske družbe; dragocenosti, zbirateljske predmete, starine in nakit v višini najmanj 5 minimalnih plač.
Kot premoženje se po tem zakonu ne upošteva: stanovanje oziroma stanovanjska hiša, ki jo davčni zavezanec uporablja za stalno bivanje oziroma jo davčni zavezanec, ki nima stalnega bivališča na območju Republike Slovenije, uporablja za začasno prebivanje; predmeti, ki so v skladu s 177. členom ZDavP-2  izvzeti iz davčne izvršbe; eno osebno vozilo, katerega vrednost ne presega 12 minimalnih plač.